# هارولد بارتون
هارولد بارتون (انگلیسی: Harold Barton; ۳ اوت ۱۹۱۰ – ۱۹۶۹ (۵۸−۵۹ سال)) بازیکن فوتبال اهل انگلستان بود.
از باشگاه‌هایی که در آن بازی کرده‌است می‌توان به باشگاه فوتبال شفیلد یونایتد، باشگاه فوتبال لیورپول، باشگاه فوتبال برادفورد سیتی، باشگاه فوتبال چسترفیلد، باشگاه فوتبال لینکولن سیتی، و باشگاه فوتبال شفیلد ونزدی اشاره کرد.